# Bonnieux

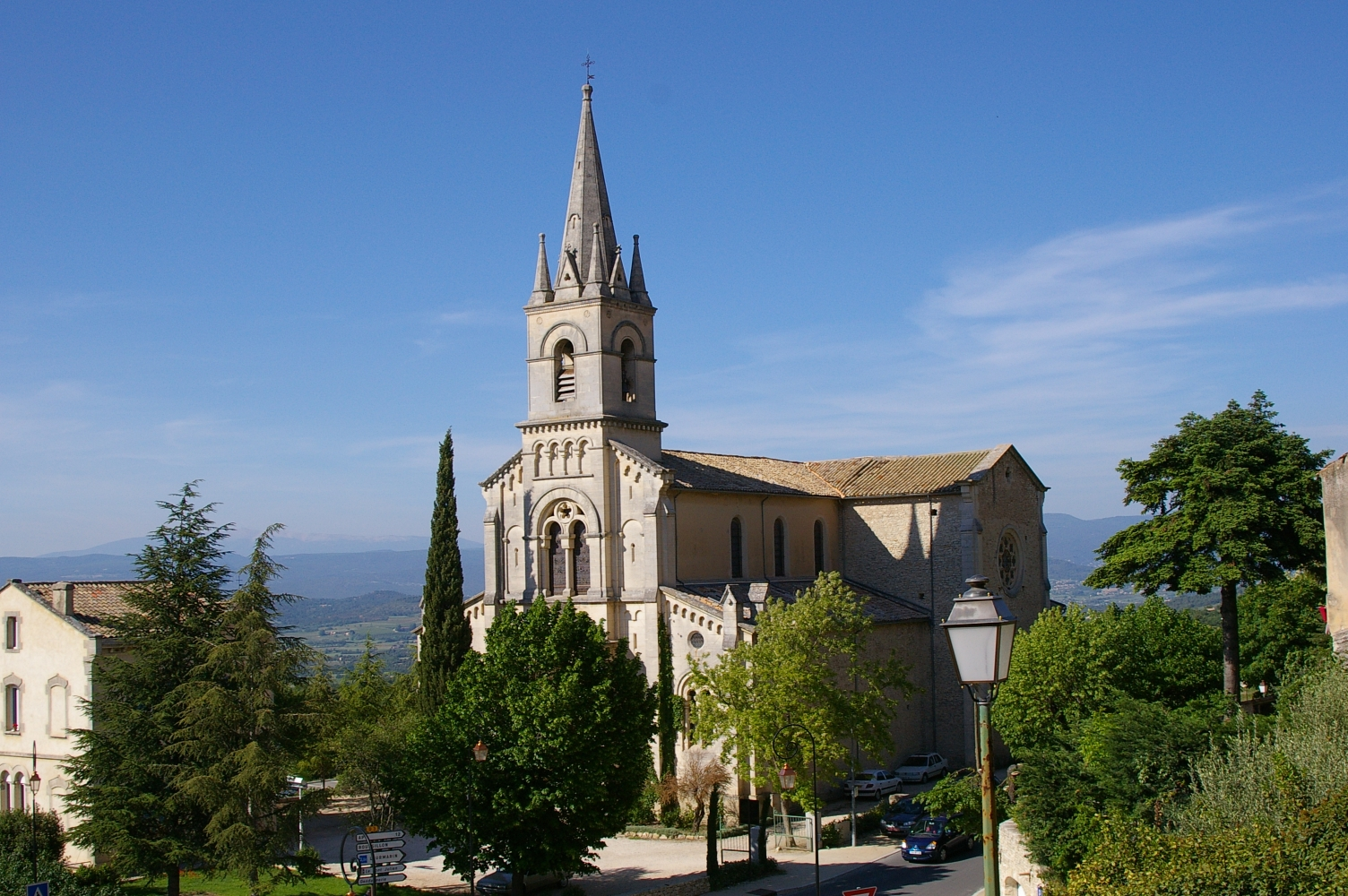
Kościół w Bonnieux

Bonnieux – miejscowość i gmina we Francji, w regionie Prowansja-Alpy-Lazurowe Wybrzeże, w departamencie Vaucluse.
Według danych na rok 1990 gminę zamieszkiwały 1422 osoby, a gęstość zaludnienia wynosiła 28 osób/km² (wśród 963 gmin regionu Prowansja-Alpy-W. Lazurowe Bonnieux plasuje się na 319. miejscu pod względem liczby ludności, natomiast pod względem powierzchni na miejscu 147.).